# Return to Pride Rock
| Оценки критиков | Оценки критиков                                                          |
| Источник        | Оценка                                                                   |
| --------------- | ------------------------------------------------------------------------ |
| allmusic        | 3 из 5 звёзд · 3 из 5 звёзд · 3 из 5 звёзд · 3 из 5 звёзд · 3 из 5 звёзд |

«Return to Pride Rock» — студийный альбом 1998 года. Несмотря на то, что указания о том, что диск является саундтреком, не было и он был выпущен раньше, чем сам мультфильм (27 октября 1998 года), он включал все песни из мультфильма, а также несколько дополнительных песен от Лебо М..

## Список композиций
| №                   | Название                           | Автор(ы)                                                                          | Исполнитель(и)                                                  | Длительность |
| ------------------- | ---------------------------------- | --------------------------------------------------------------------------------- | --------------------------------------------------------------- | ------------ |
| 1.                  | «He Lives in You»                  | Лебо М., Марк Манчина, Джей Рифкин                                                | Лебо М., Хор                                                    | 3:07         |
| 2.                  | «We Are One»                       | Джек Фельдман, Марти Панцер, Том Сноу                                             | Кэм Кларк, Чарити Саной, Ladysmith Black Mambazo, и Хор         | 3:45         |
| 3.                  | «Upendi»                           | Рэнди Петерсен, Кевин Куинн                                                       | Лиз Колэуэй, Роберт Гийом, Ladysmith Black Mambazo, Джин Миллер | 2:54         |
| 4.                  | «One of Us»                        | Джек Фельдман, Том Сноу                                                           | Хор                                                             | 2:40         |
| 5.                  | «My Lullaby»                       | Скотт Уоррендер, Джосс Уидон                                                      | Сюзанн Плешетт, Криста Макалаш, Энди Дик, Хор                   | 2:54         |
| 6.                  | «Love Will Find a Way»             | Джек Фельдман, Том Сноу                                                           | Колэуэй, Миллер, Хор                                            | 3:00         |
| 7.                  | «We Are One»                       | Джек Фельдман, Марти Панцер, Том Сноу                                             | Анжелика Киджо                                                  | 4:10         |
| 8.                  | «She Believes in You»              | Лебо М.                                                                           | Лебо М.                                                         | 3:55         |
| 9.                  | «Song for the Children»            | Лебо М.                                                                           | Лебо М.                                                         | 2:31         |
| 10.                 | «I Want to See the Moon»           | Лебо М.                                                                           | Шэрон Ди                                                        | 4:20         |
| 11.                 | «The Lion Sleeps Tonight»          | Соломон Линда, Хьюго Перетти, Луиджи Креаторе, Джордж Дэвид Вайс, Альберт Стэнтон | Лебо М.                                                         | 3:35         |
| 12.                 | «Love Will Find a Way (End Title)» | Джек Фельдман, Том Сноу                                                           | Хизер Хидли, Кенни Латтимор                                     | 4:30         |
| Общая длительность: | Общая длительность:                | Общая длительность:                                                               | Общая длительность:                                             | 41:21        |

## Награды
«Возвращение к Скале Прайда» был признан Billboard Albums в чартах Top Kid Audio и World Music.

## Enhanced soundtrack
31 августа 2004 года к релизу двухдискового специального издания на DVD компания Дисней выпустила «улучшенный саундтрек» (англ. enhanced soundtrack). Однако компакт-диск включал только песни из мультфильма, без дополнительных песен с ранее изданного диска «Return to Pride Rock».